# Arabe russe
L'Arabe russe est une lignée du cheval Arabe, sélectionnée en Russie. 

## Histoire
Les premiers chevaux arabes arrivent en Russie sous l'impulsion du tsar Ivan le Terrible, au XVe siècle, mais la race prend un essor véritable en parallèle des guerres contre l'Empire ottoman, au XVIIIe siècle. Le baron Alexeï Orlov sélectionne de nouvelles races de souche arabe. Plusieurs haras d'État russes font appel au cheval Arabe. Le haras de Tersk devient le plus connu, en se spécialisant à partir des années 1930, puis en n'élevant plus que l'Arabe à partir de 1944. 

## Utilisations
La sélection russe est basée sur des courses à partir de l'âge de 18 mois. L'Arabe russe est influencé par l'Arabe polonais.

## Diffusion de l'élevage
L'élevage est surtout concentré dans le Nord du Caucase et dans la région centrale du pays. En 2003, 1 940 chevaux arabes de pure race sont recensés dans toute la fédération de Russie.